# Gottfried Reinhardt
Gottfried Reinhardt, född 20 mars 1913 i Berlin, Tyskland, död 18 juli 1994 i Los Angeles, Kalifornien, USA, var en tysk-amerikansk regissör, filmproducent och manusförfattare. Han var son till regissören Max Reinhardt och skådespelaren Else Heims.

## Regi i urval
- 1973 - Der Große Zauberer - Max Reinhardt
- 1965 - Situationen hopplös - men ej allvarlig
- 1961 - Town Without Pity
- 1959 - Menschen im Hotel
- 1954 - Förrådd
- 1953 - Störst är kärleken
- 1952 - Nu och för evigt

## Filmmanus i urval
- 1965 - Situationen hopplös - men ej allvarlig
- 1963 - Elf Jahre und ein Tag
- 1939 - Bridal Suite
- 1935 - I Live My Life

## Producent i urval
- 1965 - Situationen hopplös - men ej allvarlig
- 1961 - Town Without Pity
- 1952 - Ung man med idéer
- 1951 - Ung soldat
- 1949 - Allt eller intet
- 1948 - De flög i gryningen
- 1948 - Hemkomsten
- 1941 - Tvillingarna
- 1941 - Himlens vrede
- 1940 - Kamrat X